# Hibiscus paolii
Hibiscus paolii är en malvaväxtart som beskrevs av Giovanni Ettore Mattei. Hibiscus paolii ingår i Hibiskussläktet som ingår i familjen malvaväxter. Inga underarter finns listade i Catalogue of Life.